# Aleksandr Vinnik
Aleksandr Sergeevič Vinnik (in russo Александр Сергеевич Винник?; Perm', 28 settembre 1989) è un cestista russo.

## Palmarès

### Squadra
- Coppa di Russia: 3

Parma Perm': 2015-2016, 2018-2019
Samara: 2019-2020

### Individuale
- MVP Coppa di Russia: 1

Parma Perm': 2015-2016